# Ропінірол
Ропінірол (англ. Ropinirole, лат. Ropinirolum) — синтетичний препарат, який належить до групи стимуляторів дофамінових рецепторів, та застосовується для лікування паркінсонізму. Ропінірол застосовується перорально.

## Фармакологічні властивості
Ропінірол — синтетичний препарат, що належить до групи стимуляторів дофамінових рецепторів, який застосовується для лікування паркінсонізму. Механізм дії препарату полягає у стимуляції D2 і D3 дофамінових рецепторів, що призводить до зниження дефіциту дофаміну в ядрах екстрапірамідної системи та інших відділах мозку та усуненню його дефіциту в нервових закінченнях, наслідком чого є зменшення симптомів паркінсонізму. Ропінірол застосовується при паркінсонізмі як самостійний препарат, так і комбінації з леводопою, а також для усунення побічних ефектів леводопи, зокрема дискінезій та дистоній. Ропінірол переважно добре переноситься хворими, у тому числі у вищих дозах, хоча при його застосуванні можуть спостерігатися низка побічних ефектів, зокрема загостення синдрому неспокійних ніг.

### Фармакокінетика
Ропінірол добре і швидко всмоктується при пероральному застосуванні, біодоступність препарату становить близько 50 % (згідно частини джерел 85 %) у зв'язку з ефектом першого проходження через печінку. Максимальна концентрація в крові спостерігається протягом 1—2 годин після прийому препарату. Ропінірол погано (на 10—40 %) зв'язується з білками плазми крові. Препарат проникає через гематоенцефалічний бар'єр, через плацентарний бар'єр, та виділяється в грудне молоко. Метаболізується ропірінол у печінці з утворенням неактивних меаболітів. Виводиться препарат із організму з сечею у вигляді метаболітів. Період напіввиведення препарату становить 6 годин, при важких порушеннях функції печінки або нирок цей час може збільшуватися.

## Покази до застосування
Ропінірол застосовується для лікування паркінсонізму, як самостійний препарат, так і в комбінації з леводопою.

## Побічна дія
При застосуванні ропініролу спостерігаються наступні побічні ефекти:
- Алергічні реакції та з боку шкірних покривів — шкірний висип, свербіж шкіри, кропив'янка, набряк Квінке, гарячка, гіпергідроз.
- З боку травної системи — нудота, блювання, печія, біль у животі, запор або діарея, сухість у роті.
- З боку нервової системи — тремор, зміни настрою, парестезії, сплутаність свідомості, позіхання, сонливість, головний біль, запаморочення, депресія, посилення лібідо, психози, галюцинації, порушення зору, сухість в очах.
- З боку серцево-судинної системи — аритмії, ортостатична артеріальна гіпотензія, артеріальна гіпертензія, біль у грудній клітці, припливи крові, периферичні набряки, ішемія судин кінцівок.
- Інші побічні ефекти — біль у м'язах, біль у суглобах, судоми м'язів, бронхіт, назофарингіт, підвищення активності ферментів печінки, меланома.

## Протипокази
Ропінірол протипоказаний при підвищеній чутливості до препарату, важких порушеннях функції печінки або нирок, вагітності та годуванні грудьми, особам у віці менше 18 років.

## Форми випуску
Ропінірол випускається у вигляді таблеток по 0,00025; 0,0005; 0,001; 0,002; 0,003; 0,004; 0,005 і 0,008 г.